# پنجزاری خال‌پشت

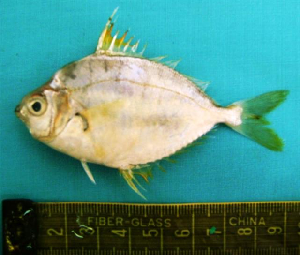
نمایی از یک ماهی پنجزاری خال پشت - ۲۰۱۳

پنجزاری خال‌پشت یا پنجزاری بینی‌کوتاه (به انگلیسی: Shortnose ponyfish)، نام علمی (به انگلیسی: Leiognathus brevirostris) گونه‌ای از پنجزاری‌ماهیان می‌باشد. این ماهی دارای یک لکه قهوه‌ای در پشت سر می‌باشد.

## ویژگی‌ها
اندازه: حداکثر ۵/۱۳ سانتیمتر
بدن بیضی فشرده، نیم‌رخ پشتی و شکمی با تحدب یکسان، نیم‌رخ پشتی فرورفتگی مشخصی را در ابتدای تلج شش‌سری نشان می‌دهد. سر و سینه بدون پولک، رنگ بدن در بخش شکم نقره‌ای و در ناحیه پشتی دارای خطوط تیره عمودی مواج، یک لکه قهوه‌ای در بالا و پشت سر، در بالغان بخش مقابل قسمت خاردار باله پشتی خاکستری رنگ است.

## زیست‌شناسی
در آب‌های کم‌عمق ساحلی تا عمق ۴۰ متری بوده و به صورت گله‌ای نزدیک کف حرکت می‌کند. تغذیه از دیاتومه‌ها، پاروپایان و کرم‌های پرتار صورت می‌گیرد.

## وسایل صید
ترال کف با چشمه‌های کوچک، قلاب دستی و تور گوشگیر.